# Mr. Memory
Mr. Memory, skriven av Lotta Ahlin, Bobby Ljunggren och Tommy Lydell, är det bidrag som Shirley Clamp framförde i den svenska Melodifestivalen 2003. Bidraget deltog vid deltävling 3 i Luleå den 1 mars 2003, och slogs ut. Melodin testades på Svensktoppen den 4 maj 2003, men missade att ta sig in på listan . På sitt album "Den långsamma blomman" från 2004 framför Shirley Clamp sången med text på svenska, då den heter "Äntligen".

### Fotnoter
1. ↑  Svensktoppen - 4 maj 2003